# Xian de Dongping
Le xian de Dongping (东平县 ; pinyin : Dōngpíng Xiàn) est un district administratif de la province du Shandong en Chine. Il est placé sous la juridiction de la ville-préfecture de Tai'an. Il est bordé à l'Ouest par le Fleuve Jaune, tandis qu'un de ses affluents, la rivière Daqing, le parcourt d'Est en Ouest, après avoir traversé le lac Dongping.

## Démographie
La population du district était de 766 804 habitants en 1999.

## Découpage administratif
| Dongping Dayang Pengji Zhoucheng Timen Laohu Daimiao Yinshan Banjiudian Jieshan Jiuxian Xinhu Shahezhan Shanglaozhuang Dongping · Lake |